# Imaginisterna
Imaginisterna var en konstnärsgrupp i Malmö 1945–1956 bildad av CO Hultén, Max Walter Svanberg och Anders Österlin. Antalet medlemmar varierade, men bland de som efterhand anslöt sig till gruppen fanns Gösta Kriland, Gudrun Åhlberg-Kriland, Bertil Gadö och Bertil Lundberg.
Imaginisternas konst hade inslag av fantasirik surrealism, ofta med inslag av natur, kvinnor och erotik. Detta kombinerades med en måleriskt expressiv och poetiskt mångtydig stil som bröt mot den tidigare surrealismen och mer var i linje med den informella konst som från slutet av andra världskriget vann allt fler anhängare.